# Schloss Amerdingen

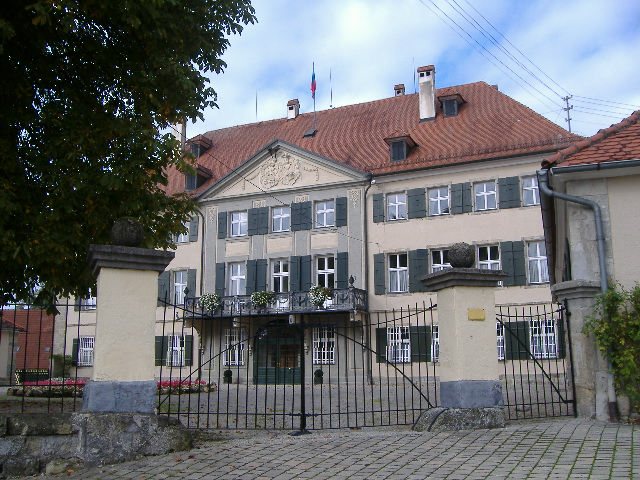
Vorderfront des Schlosses Amerdingen

Schloss Amerdingen steht im Tal der Kessel am Rande der Gemeinde Amerdingen im Landkreis Donau-Ries. Es ist im Besitz der Familie zu Sayn-Wittgenstein-Berleburg und der Öffentlichkeit normalerweise nicht zugänglich. Im Juni jeden Jahres finden in der Beletage des Schlosses während der Rosetti-Festtage im Nördlinger Ries Konzerte statt.

## Geschichte
Seit dem 13. Jahrhundert ist in Amerdingen ein Ortsadel, die Herren von Amerdingen, nachgewiesen. 1333 erwarb die adelige Familie von Scheppach das Rittergut. Nach dem Tod des Veit von Scheppach ging es 1566 an den Schenken Hans von Stauffenberg über. Amerdingen und das dazugehörende Schloss wurden in den folgenden Jahrhunderten öfter zerstört.
Johann Franz de Paula Schenk von Stauffenberg, von zwölf Geschwistern der einzig überlebende Sohn, ließ den heutigen Bau in der Zeit von 1784 bis 1788 nach Plänen von Franz Ignaz Michael Neumann, Baumeisters des Barock, Rokoko und Klassizismus, erbauen. Als Neumann 1785 starb, übernahm der Bamberger Baumeisters Lorenz Fink die Verantwortung für den Schlossbau.

## Baubeschreibung
Das Schloss besteht aus einem dreigeschossigen, walmgedeckten Rechteckbau, dem zwei eingeschossige, walmgedeckte Flügelbauten angegliedert sind und somit den fast quadratischen Schlosshof umfassen. Der knapp vorstehende Mittelrisalit in Natursteinverblendung mit Lisenen, Rundbogenportal und eisernem Balkon gliedert die klassizistische Fassade, in dessen Giebeldreieck die Wappen der Familien von Stauffenberg und Zobel von Giebelstadt, eines schwäbisch-fränkischen Zweigs der Verwandtschaft, eingemeißelt sind.
Die Innenräume wurden vom Würzburger Stuckateur Materno Bossi ausgeschmückt, die Tapeten können aus der um 1776–1765 begründeten Manufaktur von J. B. Réveillon in Paris stammen, dessen von bedeutenden Künstlern der Zeit entworfenen Tapeten sich bald allgemeiner Beliebtheit erfreuten und auch in fremden Ländern bis nach Amerika vertrieben wurden. Mit der Wanddekoration vereinigt sich die stilreine Möbilisierung zum harmonischen Ensemble. Sämtliche Haupträume des repräsentativen Landschlosses orientieren sich zur Parkseite:
Zentraler Raum im 1. Obergeschoß ist der über dem Gartensaal gelegene 'Große Saal'. Nach Süden folgen die Musikzimmer und der Johann-Franz-Salon, nördlich der Schreibsalon und das ehemalige Schlafzimmer der Schloßherrin. Verbunden durch doppelflügige Türen bilden Großer Saal und Salons ein Enfilade.
Das herrschaftliche Gebäude ist von einem im englischen Stil angelegten Landschaftsgarten umgeben, dessen Abschluss ein kleiner 1795 errichteter Säulentempel mit Kuppeldach bildet.

## Fotos

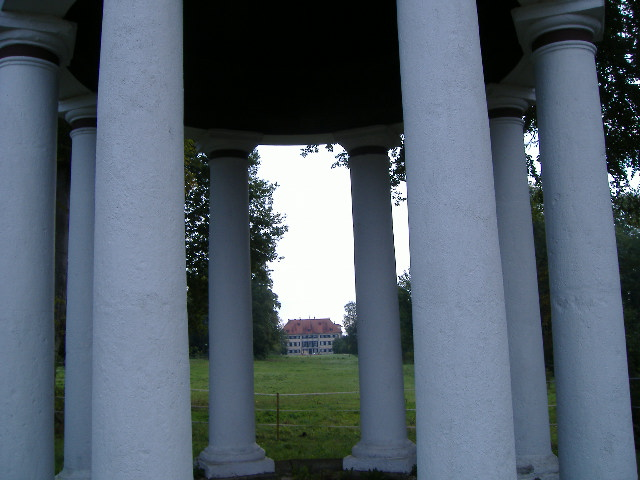
Blick auf das Schloss und Park durch den Säulentempel
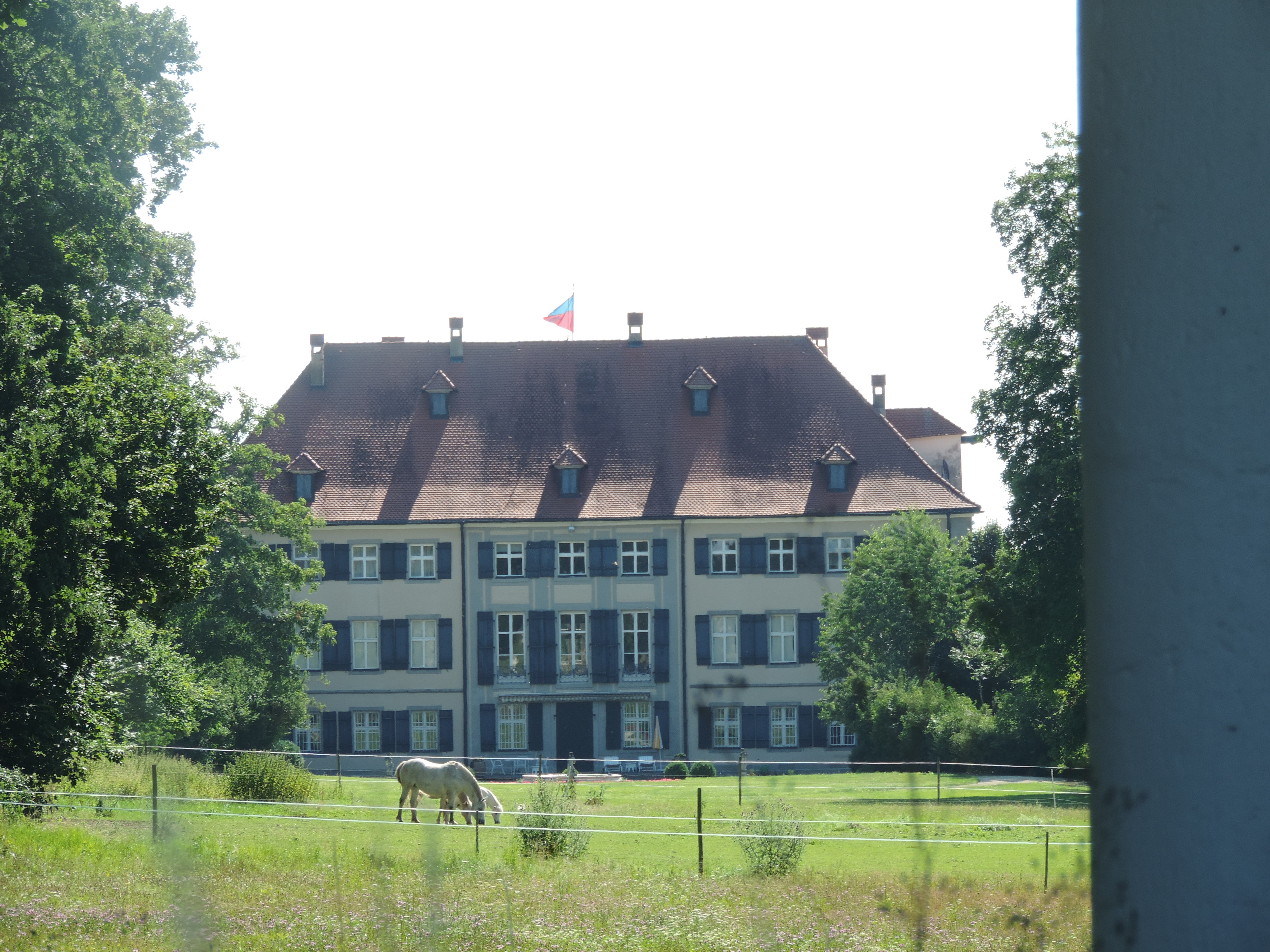
Gartenfront des Schlosses
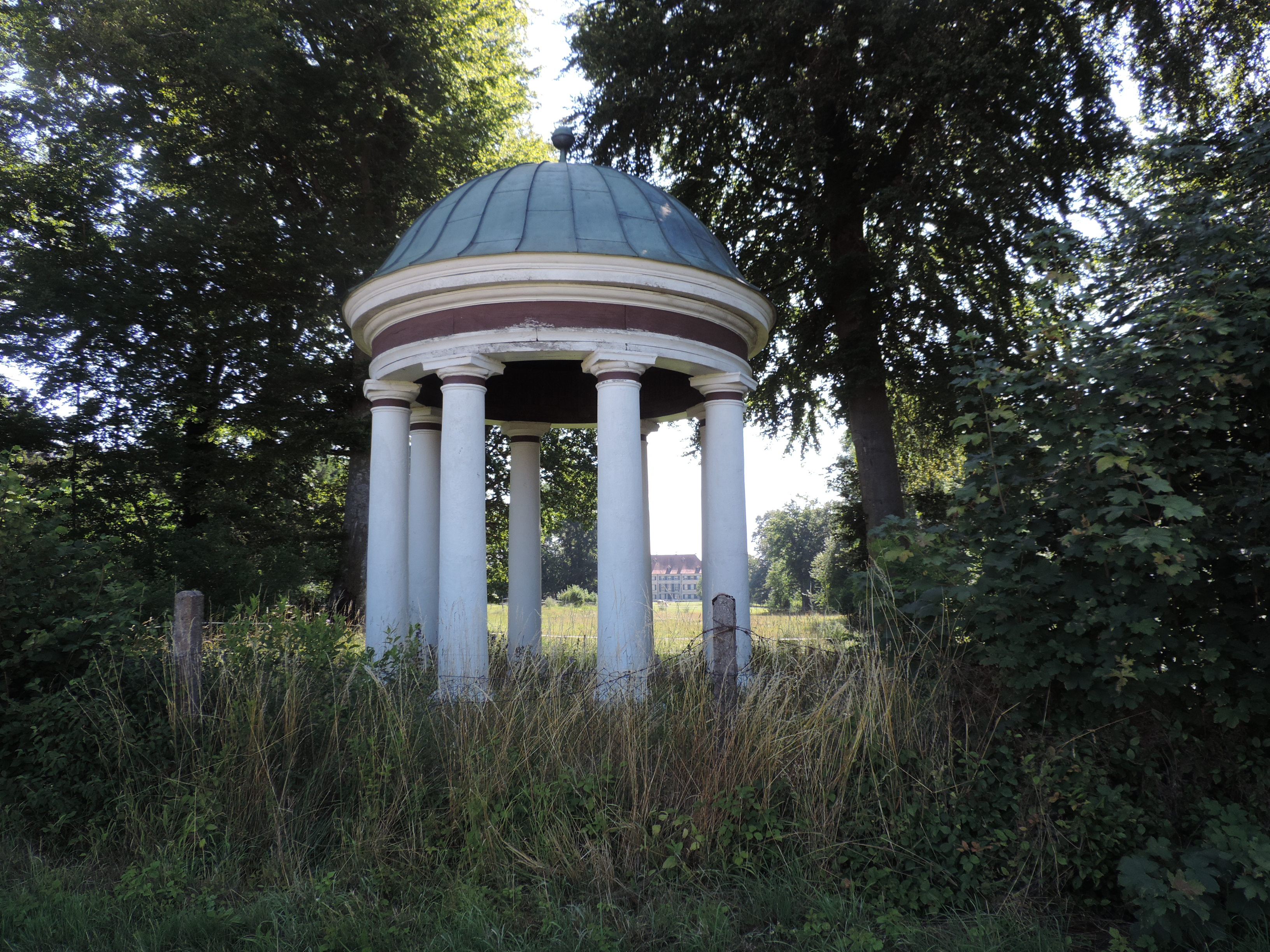
Säulentempel am Ende des Schlossparks